# Achichipic
Achichipic är en ort i Mexiko.   Den ligger i kommunen Ixhuatlán de Madero och delstaten Veracruz, i den sydöstra delen av landet, 200 km nordost om huvudstaden Mexico City. Achichipic ligger 221 meter över havet och antalet invånare är 212.
Terrängen runt Achichipic är kuperad åt sydväst, men åt nordost är den platt. Runt Achichipic är det ganska tätbefolkat, med 65 invånare per kvadratkilometer. Närmaste större samhälle är La Ceiba, 13,3 km sydost om Achichipic. Omgivningarna runt Achichipic är en mosaik av jordbruksmark och naturlig växtlighet.